# プグヌンガン・アルファク県
プグヌンガン・アルファク県（インドネシア語: Kabupaten Pegunungan Arfak）はインドネシア西パプア州の県。プグヌンガンは山脈を意味しており、アルファク山脈県という意味である。
マノクワリ県の西部を再編して2013年に設置された。県を構成する地域の人口は2010年の国勢調査では23,877人であった。県庁所在地はアンギ。

## 行政区
プグヌンガン・アルファク県は10の郡（kecamatan）に分けられ、2010年の国勢調査によると人口は以下のようである。
| 名称       | 人口（2010） |
| ---------- | ------------ |
| Sururey    | 2,500        |
| Anggi      | 2,006        |
| Taige      | 1,290        |
| Membey     | 1,055        |
| Menyambouw | 6,181        |
| Catubouw   | 1,838        |
| Testega    | 825          |
| Didohu     | 1,550        |
| Anggi Gida | 1,279        |
| Hingk      | 5,353        |
| Total      | 23,877       |

## 註
1. 1 2  Biro Pusat Statistik, Jakarta, 2011.